# Alien vs Predator (SNES)
Alien vs Predator (рус. Чужой против Хищника) — видеоигра в жанре beat 'em up, разработанная компанией Jorudan Co., Ltd. и изданная компанией IGS Corp. в 1993 году для консоли SNES.

## Сюжет
Игра базирует на одноимённой серии комиксов. В XXV веке люди колонизируют множества планет. На одной из таких планет, Новом Шанхае, обнаруживаются смертоносные существа — Ксеноморфы, которые нападают на колонистов. Сигнал о нападении передаётся на другие планеты, а также перехватывается Хищниками. Они решают отправиться на планету, чтобы пополнить свой запас трофеев новыми экземплярами.

## Геймплей
Игра представляет собой классический beat 'em up. Игрок управляет Хищником и, перемещаясь по уровням, противостоит нападающим на него противникам — Чужим. Хищник использует различные приёмы и удары — удары руками, ногами, захваты, броски, удары в прыжке и подкаты. Также у Хищника в арсенале есть классический набор вооружения: наплечная пушка, метательный диск и копьё, а также Хищник может вызвать «авиаудар» — выстрел плазменными зарядами сверху, наносящий урон всем врагам на экране. Но это стоит ему энергии, которая отображается в виде полосы сверху экрана. Сами Чужие также различаются. Их отличия не только в окраске, но и в размере, способностях, форме и живучести. После смерти, от Чужих остаются бонусы: энергоячейки (включают маскировку), черепа (трофеи), копья и диски (метательное оружие). В конце каждого уровня предстоит битва с боссом, а в конце игры — с финальным боссом — Королевой Чужих.

## Реакция
Игра получила, в основном, низкие оценки критиков. Критики отмечали слабость и скучность игры, причём как среди других подобных аркад, так и сравнивая игру с аркадной версией.